# Santa María de Riaza
Santa María de Riaza es una localidad, pedanía del municipio de Ayllón, en la provincia de Segovia. Situada al este de la misma, pertenece a la diócesis de Segovia.
Se encuentra situada en la N-110 y junto al río Riaza.
Junto a la localidad pasa la Cañada Real Soriana Occidental.

## Historia
Estuvo integrada en la Comunidad de Villa y Tierra de Ayllón en el Sexmo de Mazagatos.
El municipio, independiente hasta esa fecha, fue agregado al de Ayllón en 1970.

## Geografía humana

### Demografía
| Gráfica de evolución demográfica de Santa María de Riaza entre 1842 y 1960 |
| |
| Población de derecho según los censos de población del INE Población de hecho según los censos de población del INEEntre el censo de 1970 y el anterior, este municipio desaparece porque se integra en el municipio 40024 (Ayllón) |

| 65            | 58 | 55 | 65 | 73 | 72 | 65 | 60 | 51 | 50 | 49 | 51 | 56 | 50 | 46 |
| (Fuente: INE) |    |    |    |    |    |    |    |    |    |    |    |    |    |    |

## Monumentos
Iglesia de Nuestra Señora de la Natividad, de estilo románico tardío (siglo XIII) con una pila bautismal al parecer visigótica, un retablo magnífico y tablas románicas. Tiene un magnífico pórtico con ingreso y ocho arcos de medio punto. La puerta de ingreso tiene cinco arquivoltas y columnas con capiteles tallados con motivos vegetales con piñas, leones, ángeles y luchadores.